# Scaptodrosophila merdae
Scaptodrosophila merdae är en tvåvingeart som först beskrevs av Bock 1984.  Scaptodrosophila merdae ingår i släktet Scaptodrosophila och familjen daggflugor. Inga underarter finns listade i Catalogue of Life.